# Umberto Caligaris
Umberto Caligaris (Casale Monferrato, 1901. július 26. – Torino, 1940. október 19.) olimpiai bronzérmes és világbajnok olasz labdarúgó, hátvéd, edző.

## Pályafutása

### Klubcsapatban
A Casale csapatában kezdte a labdarúgást, ahol 1919-ben mutatkozott be az első csapatban. 1928 és 1935 között a Juventus labdarúgója volt és öt bajnoki címet nyert a csapattal. 1935 és 1937 között a Brescia csapatában szerepelt és itt vonult vissza az aktív labdarúgástól.

### A válogatottban
1922 és 1934 között 59 alkalommal szerepelt az olasz válogatottban. Részt vett az 1928-as amszterdami olimpiai játékokon, ahol bronzérmet nyert a válogatottal. Tagja volt az 1934-es világbajnoki címet nyert csapatnak.

### Edzőként
1935 és 1937 között a Brescia játékos-edzője volt. 1938–39-ben a Modena, 1939–40-ben a Juventus vezetőedzője volt.

## Sikerei, díjai
Olaszország
- Olimpiai játékok
  - bronzérmes: 1928, Amszterdam
- Világbajnokság
  - világbajnok: 1934, Olaszország
- Európa kupa
  - győztes: 1927–30, 1932–35

 Juventus
- Olasz bajnokság (Serie A)
  - bajnok: 1930–31, 1931–32, 1932–33, 1933–34, 1934–35